# Antezant-la-Chapelle
Antezant-la-Chapelle là một xã trong tỉnh Charente-Maritime Charente-Maritime trong vùng Nouvelle-Aquitaine, tây nam nước Pháp. Xã Antezant-la-Chapelle nằm ở khu vực có độ cao trung bình 30 mét trên mực nước biển. Sông Boutonne tạo thành phần lớn biên giới phía đông thị trấn.